# Station Gdańsk Lipce
Station Gdańsk Lipce is een spoorwegstation in de Poolse plaats Gdańsk.